# Graptomyza uchiyamai
Graptomyza uchiyamai är en tvåvingeart som beskrevs av Tokuichi Shiraki 1930. Graptomyza uchiyamai ingår i släktet Graptomyza och familjen blomflugor. Inga underarter finns listade i Catalogue of Life.